# Dibattito pubblico
Il dibattito pubblico (in francese débat public) è in Francia una fase della procedura di sviluppo dei grandi progetti organizzativi o di infrastruttura, che permette ai cittadini di informarsi e di esprimere il loro punto di vista sulle iterazioni e sulle conseguenze dei progetti.
In Francia, il principio di partecipazione dei cittadini è stato istituzionalizzato con una legge specifica del 1995, relativa alla protezione dell'ambiente.
In Italia è stato previsto dall'articolo 22 del Codice dei contratti pubblici DL n 50 del 2016 , nel testo modificato dell'articolo12 DL n 56 del 2017 , attuato con il Decreto del Presidente del consiglio dei ministri n 76 del 10 maggio 2018.